# 圣巴斯弟盎圣殿 (马尼拉)
圣塞巴斯弟盎圣殿是一座罗马天主教宗座圣殿，位于菲律宾马尼拉溪仔婆區Claro M. Recto街东端的Cármen广场。
圣塞巴斯弟盎圣殿建成于1891年，是一座哥特复兴式建筑，亚洲唯一的全钢结构教堂。 它也被誉为是世界上第一座预制建筑、世界唯一钢铁预制教堂。2006年，圣塞巴斯弟盎圣殿被列为世界遗产预备名单。于1973年被菲律宾政府指定为国家历史名勝。

## 历史
该教堂最初为木结构，建于1621年，1651年华人起义期间被焚毁。随后的砖砌建筑，分别于1859年，1863年和1880年毁于火灾和地震。
在19世纪80年代，本堂神甫埃斯特万·马丁内斯，和西班牙建筑师帕拉西奥斯计划兴建一座完全由钢铁建成的防火、抗震建筑。帕拉西奥斯完成了设计，融合了地震巴洛克与新哥特式风格。他最后的设计据说受到了著名的哥特式建筑西班牙布尔戈斯主教座堂的启发。
1890年6月24日该堂即获得宗座圣殿地位。次年圣殿才完成建造，8月16日举行祝圣仪式。。

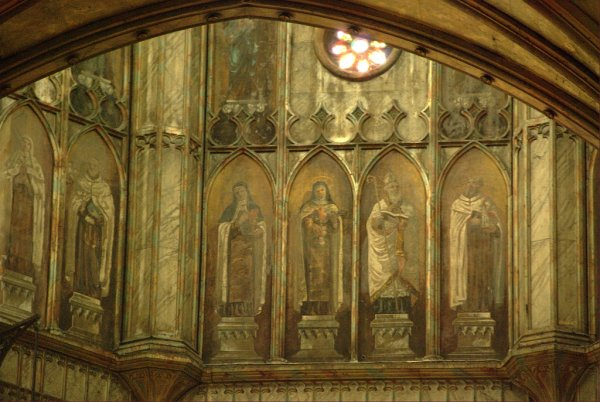
壁画
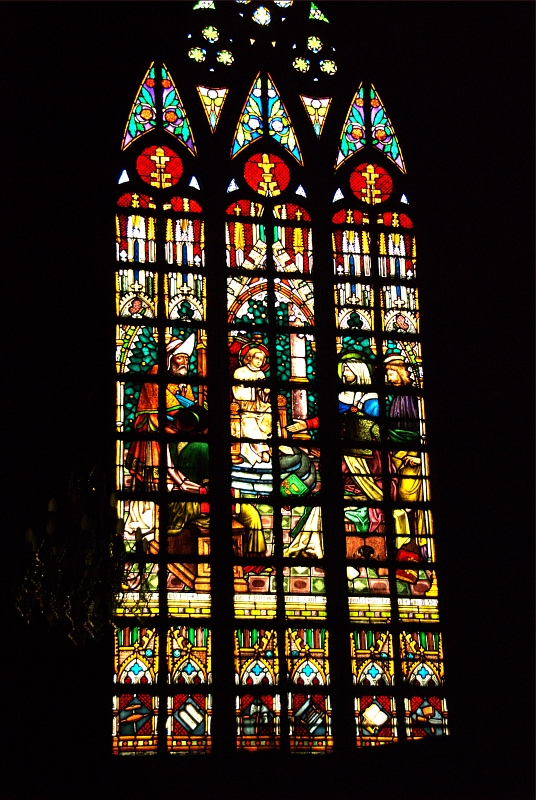
德国花窗玻璃
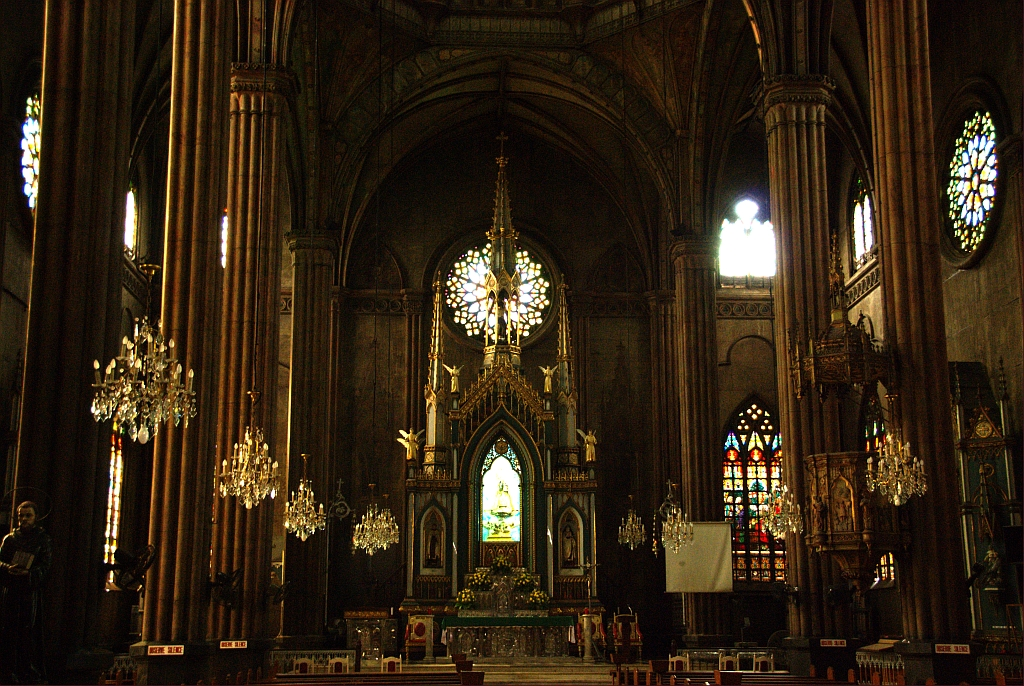
祭台